# Réserve écologique de Pointe-Platon
Die Réserve écologique de Pointe-Platon ist ein im Jahr 1995 auf einer Fläche von 59,38 ha eingerichtetes Schutzgebiet im Süden der kanadischen Provinz Québec. 

## Lage, Geologie
Es liegt in der regionalen Grafschaftsgemeinde Lotbinière am Südufer des Sankt-Lorenz-Stroms auf dem Gebiet der Gemeinde Sainte-Croix. Es schützt eine repräsentative Region des flussnahen Gebietes, das für die Gezeiten erreichbar ist.

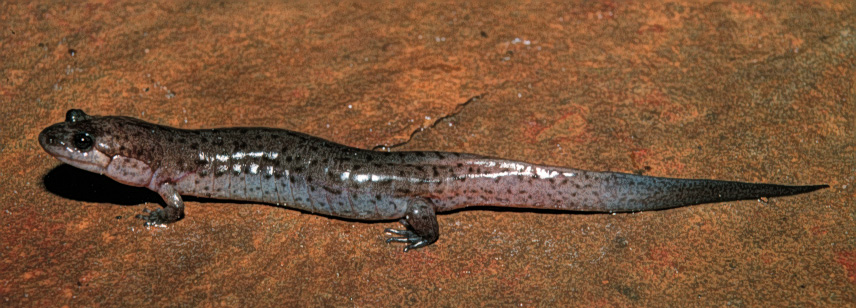
Der bedrohte Braune Bachsalamander

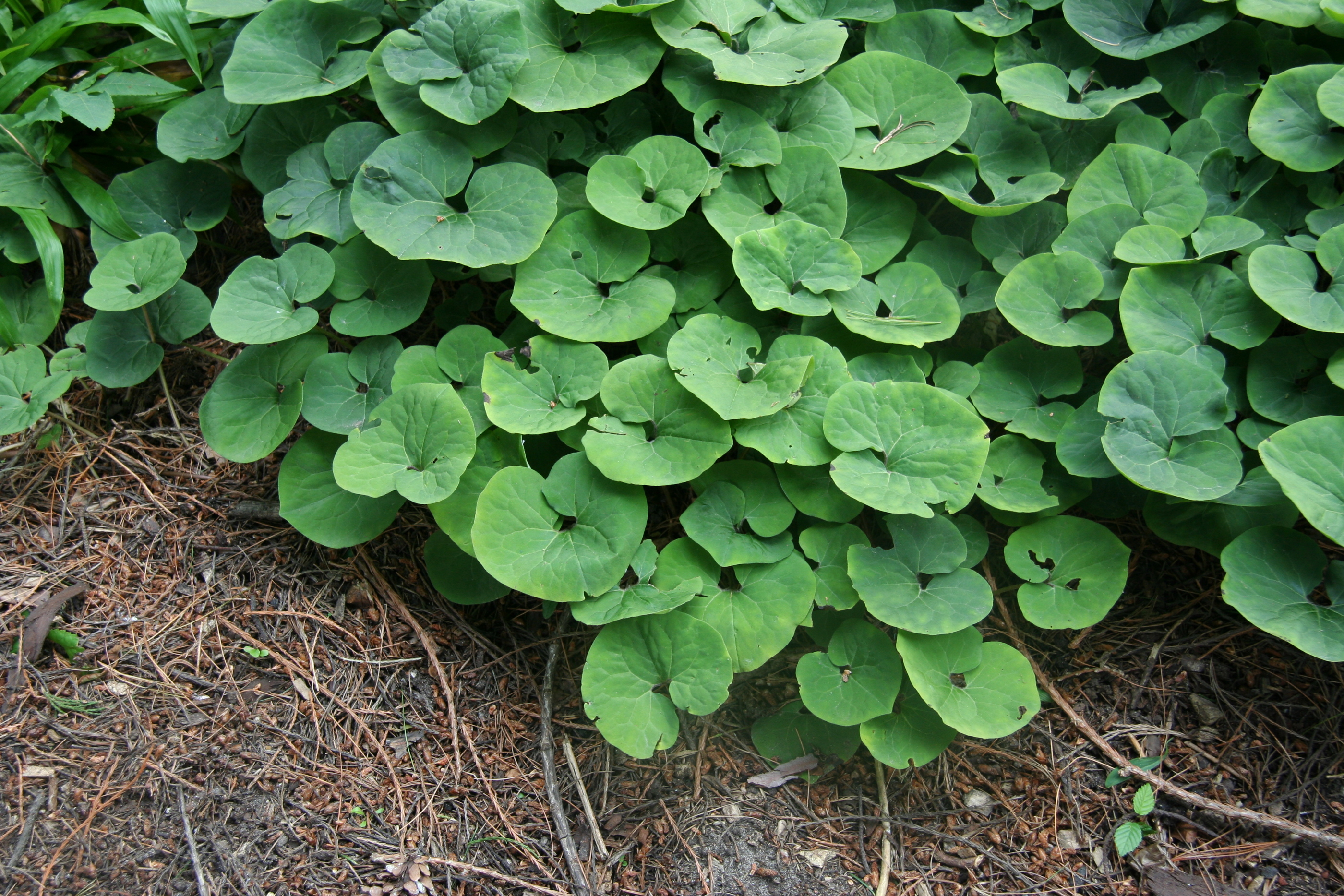
Asarum canadense, Botanischer Garten Hamburg

Das Gebiet bildet zwei Ebenen, die von einer Steilküste verhältnismäßig scharf voneinander getrennt sind. Die tiefer gelegene Ebene ist die Tidenzone. Am Ende der letzten Eiszeit vor etwa 12.000 Jahren hinterließen die Gletscher Tillit vor allem auf der oberen Terrasse, während die untere eher von Flussablagerungen gekennzeichnet ist.

## Flora
Da sich das Gebiet in der Zeit danach hob, fanden Baumarten wie die Rot-Esche  (Fraxinus pennsylvanica), die Netz-Weide (Salix reticulata) und Erlen günstige Standorte. Die hier peuple deltoïde genannte Kanadische Schwarz-Pappel (Populus deltoides) bevorzugt dabei sandigere Standorte, deren Wasser schneller abfließt.
Der Zucker-Ahorn bevorzugt die Klippen, die die beiden Terrassen voneinander trennen, darunter findet sich häufig Asarum canadens oder Kanadischer Haselwurz aus der Gattung der Haselwurzen. Der Zuckerahorn zieht Braunerde vor, die nicht zu stark austrocknet. Die Pappelart Populus grandidentata, die hier Peuplier à grandes dents genannt wird, bildet inzwischen einen jungen Wald oberhalb des Schutzgebiets. Die flussnahen Zonen werden eher von Spartina pectinata aus der Gattung der Schlickgräser dominiert. 
43 Pflanzenarten konnten bisher allein in der Tidenzone nachgewiesen werden. Von den acht gefährdeten Pflanzenarten im Schutzgebiet sind vier bedroht. Diese sind die Isoëtes tuckermanii aus der Gattung der Brachsenkräuter (Isoëtes), die Lindernia dubia var. inundata Pennell, die in Québec lindernie litigieuse variété estuarienne genannt wird, die Zizanie à fleurs blanches var. naine, eine Wasserreisart und die Cicuta maculata var. de Victorin aus der Gattung der Wasserschierlinge. Letztere ist endemisch, kommt also nur hier vor. Überaus selten ist in Québec auch die hier lebende Erigeron philadelphicus L., hier Vergerette de Philadelphie genannt. Sie zählt zur Gattung der Berufkräuter.

## Fauna
Die Fauna ist bisher wenig erforscht. Viele Zugvögel suchen die sumpfartigen Marais im Frühjahr und im Herbst auf. Vielfach trifft man den Kanadareiher und zahlreiche Seevögel an. Auch der Weißwedelhirsch und der Elch finden sich hier. Neun Amphibienarten, darunter sechs Salamanderarten, konnten bisher nachgewiesen werden. Unter diesen ist der Braune Bachsalamander (Desmognathus fuscus) gefährdet, der hier Salamandre sombre du Nord genannt wird. 